# Буюкли
Буюкли (рос. Буюклы) — село у Смирниховському міському окрузі Сахалінської області Російської Федерації.
Населення становить 1410 осіб (2013).

## Історія
З 1905 по 3 вересня 1945 року у складі губернаторства Карафуто Японії, відтак у складі Смирниховського міського округу Сахалінської області.

## Населення
| 1925  | 1935  | 1959  | 1970  | 1979  | 1989  | 2002  |
| ----- | ----- | ----- | ----- | ----- | ----- | ----- |
| 226   | ↗1330 | ↗4359 | ↘3403 | ↘3126 | ↘3103 | ↘2000 |
| 2010  | 2013  |       |       |       |       |       |
| ↘1518 | ↘1410 |       |       |       |       |       |